# Konstantin von der Pahlen

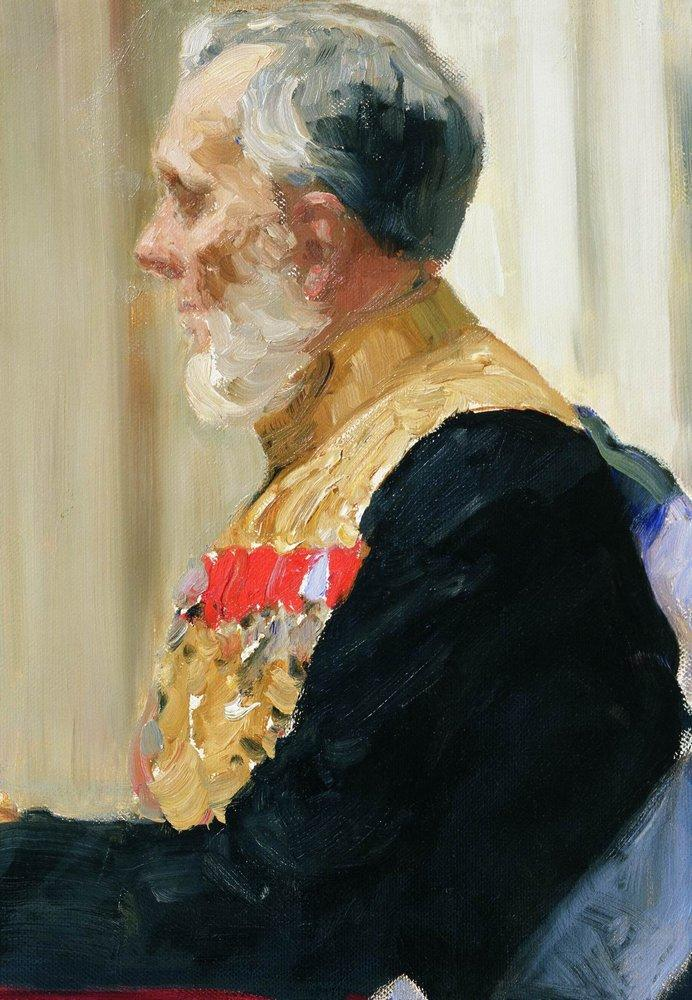
Konstantin von der Palen, målad av Ilja Repin.

Konstantin von der Pahlen (eller Konstantin Ivanovitj Pahlen, ryska: Константин Иванович Пален), född 1833 i Jelgava, död 1912, var en rysk greve och ämbetsman.
von der Pahlen var 1867-78 rysk justitieminister och statssekreterare. Han avlägsnades 1878 från justitieministerposten därför, att han hänvisat målet mot Vera Zasulitj (för attentat mot polisministern Trepov) i vanlig ordning till jurydomstol i stället för att låta det avdömas av en utomordentlig domstol för statsförbrytelser. von der Pahlen erhöll då i stället en plats i riksrådet, där även flera andra medlemmar av släkten haft säte.